# Adelphomyia caesiella
Adelphomyia caesiella is een tweevleugelige uit de familie steltmuggen (Limoniidae). De soort komt voor in het Palearctisch gebied.